# Derek Mountfield
Derek Mountfield (Liverpool, 2 novembre 1962) è un ex calciatore e allenatore di calcio inglese, di ruolo difensore.

## Palmarès

### Giocatore

#### Competizioni nazionali
- Campionato inglese: 2

Everton: 1984-1985, 1986-1987
- Coppa d'Inghilterra: 1

Everton: 1983-1984
- Charity Shield: 4

Everton: 1984, 1985, 1986, 1987

#### Competizioni internazionali
- Coppa delle Coppe: 1

Everton: 1984-1985